# Schwartziella yragoae
Schwartziella yragoae là một loài ốc biển nhỏ, là động vật thân mềm chân bụng sống ở biển trong họ Rissoidae.